# Volta à Catalunha de 2011
A 91.ª edição da Volta à Catalunha, disputou-se no 2011 entre 21 e 27 de março, esteve dividida em sete etapas, por um total de 1.229,9 km, incluindo uma etapa de alta montanha na Andorra. Denominou-se-lhe a "Volta do Centenário" como fez 100 anos que se disputou a sua primeira edição.
A prova integrou-se no UCI WorldTour desse ano.
Em princípio o ganhador foi Alberto Contador depois de fazer com a etapa rainha conseguindo uma vantagem suficiente como para alçar com a vitória, mas foi desclassificado como consequência do Caso Contador (ver secção Alberto Contador e o Caso Contador). Pelo que o ganhador final foi Michele Scarponi seguido de Daniel Martin e Christopher Horner, respectivamente.
Nas classificações secundárias impuseram-se Nairo Quintana (montanha), Rubén Pérez (sprints), Radioshack (equipas) e Xavier Tondo (catalães).

## Equipas participantes
Tomaram parte na carreira 24 equipas: os 18 de categoria UCI ProTour (ao ter obrigada sua participação); mais 6 de categoria Profissional Continental mediante convite da organização (Geox-TMC, Andalucía Caja Granada, Cofidis, le Crédit en Ligne, Caja Rural, Colombia es Pasión-Café de Colombia e CCC Polsat Polkowice). Formando assim um pelotão de 190 ciclistas, com 8 corredores a cada equipa (excepto a Omega Pharma-Lotto e o Vacansoleil-DCM que saíram com 7), dos que acabaram 153; com 152 classificados depois da desclassificação de Alberto Contador (ver secção Alberto Contador e o Caso Contador). As equipas participantes foram:
| Equipa                              | Cód. UCI | Categoria                | Chefe de filas                       |
| ----------------------------------- | -------- | ------------------------ | ------------------------------------ |
| Katusha Team                        | KAT      | UCI ProTour              | Danilo Di Luca                       |
| Saxo Bank Sungard                   | SBS      | UCI ProTour              | Alberto Contador                     |
| Leopard Trek                        | LEIO     | UCI ProTour              | Linus Gerdemann                      |
| Movistar Team                       | MOV      | UCI ProTour              | Xavier Tondo                         |
| Liquigas-Cannondale                 | LIQ      | UCI ProTour              | Ivan Basso                           |
| BMC Racing Team                     | BMC      | UCI ProTour              | Cadel Evans                          |
| Euskaltel-Euskadi                   | EUS      | UCI ProTour              | Igor Antón                           |
| Rabobank Cycling Team               | RAB      | UCI ProTour              | Carlos Barredo                       |
| AG2R La Mondiale                    | ALM      | UCI ProTour              | Nicolas Roche                        |
| HTC-Highroad                        | THR      | UCI ProTour              | Martin Velits                        |
| Lampre-ISD                          | LAM      | UCI ProTour              | Alessandro Petacchi Michele Scarponi |
| Omega Pharma-Lotto                  | OLO      | UCI ProTour              | Jan Bakelants                        |
| Pro Team Astana                     | AST      | UCI ProTour              | Josep Jufré                          |
| QuickStep Cycling Team              | QST      | UCI ProTour              | Dario Cataldo                        |
| Sky Procycling                      | SKY      | UCI ProTour              | Rigoberto Urán                       |
| Team Garmin-Cervélo                 | GRM      | UCI ProTour              | Christian Vande Velde                |
| Team RadioShack                     | RSH      | UCI ProTour              | Haimar Zubeldia                      |
| Vacansoleil-DCM Pro Cycling Team    | VAC      | UCI ProTour              | Johnny Hoogerland                    |
| Geox-TMC                            | GEO      | Profissional Continental | Carlos Sastre Denís Menshov          |
| Andalucía Caja Granada              | ACG      | Profissional Continental | José Alberto Benítez                 |
| Cofidis, le Crédit en Ligne         | COF      | Profissional Continental | David Moncoutié                      |
| Caja Rural                          | CJR      | Profissional Continental | Íñigo Cuesta                         |
| Colombia es Pasión-Café de Colombia | CEP      | Profissional Continental | Víctor Hugo Peña                     |
| CCC Polsat Polkowice                | CCC      | Profissional Continental | Tomasz Marczynski                    |

## Etapas

### Etapa 1.Lloret de Mar-Lloret de Mar.21 de marçode2011. 166,9 km
|   | Ciclista            | Equipa             | Tempo      |
| - | ------------------- | ------------------ | ---------- |
| 1 | Gatis Smukulis      | HTC-Highroad       | 4h 08' 48" |
| 2 | Alessandro Petacchi | Lampre-ISD         | + 28"      |
| 3 | José Joaquín Rojas  | Movistar           | m.t.       |
| 4 | Rigoberto Urán      | Sky                | m.t.       |
| 5 | Jan Bakelants       | Omega Pharma-Lotto | m.t.       |

|   | Ciclista            | Equipa             | Tempo      |
| - | ------------------- | ------------------ | ---------- |
| 1 | Gatis Smukulis      | HTC-Highroad       | 4h 08' 48" |
| 2 | Alessandro Petacchi | Lampre-ISD         | + 28"      |
| 3 | José Joaquín Rojas  | Movistar           | m.t.       |
| 4 | Rigoberto Urán      | Sky                | m.t.       |
| 5 | Jan Bakelants       | Omega Pharma-Lotto | m.t.       |

### Etapa 2.Santa Coloma de Farners-Banyoles.22 de marçode2011. 169,3 km
|   | Ciclista            | Equipa                      | Tempo      |
| - | ------------------- | --------------------------- | ---------- |
| 1 | Alessandro Petacchi | Lampre-ISD                  | 4h 11' 08" |
| 2 | José Joaquín Rojas  | Movistar                    | m.t.       |
| 3 | Manuel Cardoso      | RadioShack                  | m.t.       |
| 4 | Nicolas Edet        | Cofidis, le Crédit en Ligne | m.t.       |
| 5 | Aitor Galdós        | Caja Rural                  | m.t.       |

|   | Ciclista            | Equipa             | Tempo      |
| - | ------------------- | ------------------ | ---------- |
| 1 | Gatis Smukulis      | HTC-Highroad       | 8h 19' 56" |
| 2 | Alessandro Petacchi | Lampre-ISD         | + 28"      |
| 3 | José Joaquín Rojas  | Movistar           | m.t.       |
| 4 | Jan Bakelants       | Omega Pharma-Lotto | m.t.       |
| 5 | Thomas Peterson     | Garmin-Cervélo     | m.t.       |

### Etapa 3.Sant Esteve d'en Bas–Andorra(Vallnord).23 de marçode2011. 183,9 km
|   | Ciclista           | Equipa                              | Tempo      |
| - | ------------------ | ----------------------------------- | ---------- |
| 1 | Michele Scarponi   | Lampre-ISD                          | 4h 45' 54" |
| 2 | Levi Leipheimer    | RadioShack                          | m.t.       |
| 3 | Daniel Martin      | Garmin-Cervélo                      | + 12"      |
| 4 | Christopher Horner | RadioShack                          | m.t.       |
| 5 | Alex Cano          | Colombia es Pasión-Café de Colombia | m.t.       |

|   | Ciclista           | Equipa         | Tempo       |
| - | ------------------ | -------------- | ----------- |
| 1 | Michele Scarponi   | Lampre-ISD     | 13h 06' 18" |
| 2 | Levi Leipheimer    | RadioShack     | m.t.        |
| 3 | Daniel Martin      | Garmin-Cervélo | + 35"       |
| 4 | Christopher Horner | RadioShack     | m.t.        |
| 5 | Rigoberto Urán     | Sky            | + 38"       |

### Etapa 4.Seo de Urgel–Vendrell.24 de marçode2011. 195 km
|   | Ciclista               | Equipa       | Tempo      |
| - | ---------------------- | ------------ | ---------- |
| 1 | Manuel Antonio Cardoso | RadioShack   | 4h 33' 02" |
| 2 | Giacomo Nizzolo        | Leopard Trek | m.t.       |
| 3 | José Joaquín Rojas     | Movistar     | m.t.       |
| 4 | Aitor Galdós           | Caja Rural   | m.t.       |
| 5 | František Raboň        | HTC-Highroad | m.t.       |

|   | Ciclista           | Equipa         | Tempo       |
| - | ------------------ | -------------- | ----------- |
| 1 | Levi Leipheimer    | RadioShack     | 17h 39' 20" |
| 2 | Michele Scarponi   | Lampre-ISD     | m.t.        |
| 3 | Daniel Martin      | Garmin-Cervélo | + 12"       |
| 4 | Christopher Horner | RadioShack     | m.t.        |
| 5 | Rigoberto Urán     | Sky            | + 15"       |

### Etapa 5.Vendrell–Tarragona.25 de marçode2011. 205,8 km
|   | Ciclista           | Equipa                      | Tempo      |
| - | ------------------ | --------------------------- | ---------- |
| 1 | Samuel Dumoulin    | Cofidis, le Crédit en Ligne | 4h 49' 31" |
| 2 | José Joaquín Rojas | Movistar                    | m.t.       |
| 3 | Rubén Pérez        | Euskaltel-Euskadi           | m.t.       |
| 4 | Aitor Galdós       | Caja Rural                  | m.t.       |
| 5 | Michał Gołaś       | Vacansoleil-DCM             | m.t.       |

|   | Ciclista           | Equipa         | Tempo       |
| - | ------------------ | -------------- | ----------- |
| 1 | Levi Leipheimer    | RadioShack     | 22h 28' 51" |
| 2 | Michele Scarponi   | Lampre-ISD     | m.t.        |
| 3 | Daniel Martin      | Garmin-Cervélo | + 12"       |
| 4 | Christopher Horner | RadioShack     | m.t.        |
| 5 | Rigoberto Urán     | Sky            | + 15"       |

### Etapa 6.Tarragona-Mollet del Vallés.26 de marçode2011. 184,5 km
|   | Ciclista               | Equipa                      | Tempo      |
| - | ---------------------- | --------------------------- | ---------- |
| 1 | José Joaquín Rojas     | Movistar                    | 4h 22' 19" |
| 2 | Manuel Antonio Cardoso | RadioShack                  | m.t.       |
| 3 | Samuel Dumoulin        | Cofidis, le Crédit en Ligne | m.t.       |
| 4 | Daniel Martin          | Garmin-Cervélo              | m.t.       |
| 5 | Diego Milán            | Caja Rural                  | m.t.       |

|   | Ciclista           | Equipa         | Tempo       |
| - | ------------------ | -------------- | ----------- |
| 1 | Levi Leipheimer    | RadioShack     | 26h 51' 10" |
| 2 | Michele Scarponi   | Lampre-ISD     | m.t.        |
| 3 | Daniel Martin      | Garmin-Cervélo | + 12"       |
| 4 | Christopher Horner | RadioShack     | m.t.        |
| 4 | Rigoberto Urán     | Sky            | + 15"       |

### Etapa 7.Parets-Barcelona.27 de marçode2011. 124,5 km
|   | Ciclista               | Equipa                      | Tempo      |
| - | ---------------------- | --------------------------- | ---------- |
| 1 | Samuel Dumoulin        | Cofidis, le Crédit en Ligne | 2h 33' 55" |
| 2 | Rigoberto Urán         | Sky                         | m.t.       |
| 3 | Kenny Dehaes           | Omega Pharma-Lotto          | m.t.       |
| 4 | José Joaquín Rojas     | Movistar                    | m.t.       |
| 5 | Manuel Antonio Cardoso | RadioShack                  | m.t.       |

|   | Ciclista           | Equipa         | Tempo       |
| - | ------------------ | -------------- | ----------- |
| 1 | Michele Scarponi   | Lampre-ISD     | 29h 05' 25" |
| 2 | Daniel Martin      | Garmin-Cervélo | + 12"       |
| 3 | Christopher Horner | RadioShack     | m.t.        |
| 4 | Rigoberto Urán     | Sky            | + 15"       |
| 5 | Xavier Tondo       | Movistar       | m.t         |

## Classificações finais

### Classificação geral
| Posição | Ciclista           | Equipa              | Tempo       |
| ------- | ------------------ | ------------------- | ----------- |
|         | Michele Scarponi   | Lampre-ISD          | 29h 25' 05" |
| 2       | Daniel Martin      | Garmin-Cervélo      | + 12"       |
| 3       | Christopher Horner | RadioShack          | m.t.        |
| 4       | Rigoberto Urán     | Sky                 | + 15"       |
| 5       | Xavier Tondo       | Movistar            | m.t.        |
| 6       | Ivan Basso         | Liquigas-Cannondale | m.t.        |
| 7       | Cadel Evans        | BMC Racing          | + 27"       |
| 8       | Kevin Seeldraeyers | Quick Step          | + 49"       |
| 9       | Bauke Mollema      | Rabobank            | m.t.        |

### Classificação da montanha
| Posição | Ciclista                | Equipa                              | Tempo |
| ------- | ----------------------- | ----------------------------------- | ----- |
|         | Nairo Quintana          | Colombia es Pasión-Café de Colombia | 47    |
| 3       | Steven Kruijswijk       | Rabobank                            | 41    |
| 4       | Julián Sánchez Pimienta | Caja Rural                          | 39    |

### Classificação dos sprints
| Posição | Ciclista             | Equipa                 | Tempo |
| ------- | -------------------- | ---------------------- | ----- |
|         | Rubén Pérez          | Euskaltel-Euskadi      | 18    |
| 2       | José Toribio Alcolea | Andalucía Caja Granada | 11    |
| 3       | Ben Gastauer         | AG2R La Mondiale       | 5     |

### Classificação por equipas
| Posição | Equipa     | Tempo       |
| ------- | ---------- | ----------- |
|         | RadioShack | 88h 16' 16" |
| 2       | Rabobank   | + 1' 16"    |
| 3       | Sky        | + 2' 30"    |

## Evolução das classificações
| Etapa (Vencedor)                   | Classificação geral     | Classificação da montanha | Classificação dos sprints | Classificação por equipas |
| ---------------------------------- | ----------------------- | ------------------------- | ------------------------- | ------------------------- |
| 1.ª etapa (Gatis Smukulis)         | Gatis Smukulis          | Gatis Smukulis            | Ben Gastauer              | HTC-Highroad              |
| 2.ª etapa (Alessandro Petacchi)    | Julián Sánchez Pimienta | Rubén Pérez               |                           | HTC-Highroad              |
| 3.ª etapa (Michele Scarponi)       | Levi Leipheimer         | Nairo Quintana            | José Toribio Alcolea      | RadioShack                |
| 4.ª etapa (Manuel Antonio Cardoso) | Levi Leipheimer         | Nairo Quintana            | Rubén Pérez               | RadioShack                |
| 5.ª etapa (Samuel Dumoulin)        | Levi Leipheimer         | Nairo Quintana            | Rubén Pérez               | RadioShack                |
| 6.ª etapa (José Joaquín Rojas)     | Levi Leipheimer         | Nairo Quintana            | Rubén Pérez               | RadioShack                |
| 7.ª etapa (Samuel Dumoulin)        | Michele Scarponi        | Nairo Quintana            | Rubén Pérez               | RadioShack                |
| Final                              | Michele Scarponi        | Nairo Quintana            | Rubén Pérez               | RadioShack                |

## Alberto Contador e o Caso Contador
Apesar de que Alberto Contador não desse positivo nesta carreira nem nas anteriores durante o ano, a 6 de fevereiro de 2012 a UCI, a instâncias do TAS, decidiu anular todos os resultados do ciclista espanhol durante o 2011 devido ao seu positivo por clembuterol no Tour de France de 2010.
Portanto oficialmente Contador foi desclassificado da ronda catalã com a indicação "0 DSQ" (desclassificado) ainda que indicando o tempo e pontos das classificações parciais e finais. Na que tinha ganhado a 3.ª etapa como resultados parciais mais destacados; ademais, nas classificações finais foi ganhador da geral e segundo na da montanha como resultados finais mais destacados. Todos seus resultados parciais foram anulados e seu posto ficou vaga excepto nos que saiu vitorioso no que o segundo apanhou o seu posto ficando a segundo vaga; e na da classificação geral diária e final que nesse caso sua exclusão supôs que os corredores que ficaram por trás dele (até 21.º) subissem um posto na classificação, ficando vaga a vigésimo primeira posição. Tendo a sua participação só incidência na classificação por equipas como costuma ser habitual nestes casos de expulsão de corredores.
Esta sanção não teve incidência no UCI World Ranking como a temporada já tinha finalizado quando se decidiu a sanção, no entanto a UCI anunciou que estudaria a desclassificação do Team Saxo Bank como equipa de categoria UCI ProTour já que Alberto reunia o 68% dos pontos com o que equipa conseguiu estar em dita categoria no 2012.